# 에티엔 치세케디
에티엔 치세케디 와 물룸바(프랑스어: Étienne Tshisekedi wa Mulumba, 1932년 12월 14일~2017년 2월 1일)는 콩고 민주 공화국의 정치인이자 민주사회진보연합(UDPS)의 지도자였다. 오랫동안 야당 지도자였던 그는 1991년, 1992년~1993년, 1997년 세 차례에 걸쳐 자이르의 총리를 역임했다.
치세케디는 수십 년 동안 콩고인들의 주요 야당 지도자였다. 비록 그는 독재자 모부투 세세 세코의 정부에서 다양한 직책을 맡았지만, 그는 또한 모부투 반대 운동을 이끌었고, 독재자에게 도전한 몇 안 되는 정치인 중 한 명이었다.
치세케디와 그의 UDPS 정당은 선거가 부정적이고 체계적으로 미리 조작되었다는 주장으로 콩고에서 조직된 2006년 선거를 보이콧했다.
카터 센터 등 국내외 관측통들이 신뢰성과 투명성이 부족하다고 말한 2011년 콩고 대통령 선거에 출마했다. 공식적으로 조제프 카빌라에게 패배한 치세케디는 자신을 콩고의 "선출된 대통령"으로 선언했다. 이후 경찰과 카빌라의 대통령 경호원들이 치세케디의 관저로 들어가는 모든 모퉁이에 배치되어 그를 비공식적으로 가택연금시켰다. 2019년에는 아들 펠릭스 치세케디가 대통령이 되었다.

## 어린 시절 및 경력
1932년 벨기에령 콩고의 룰롸부르(현재의 카사이옥시당탈주 카낭가)에서 알렉시스 물룸바와 그의 아내 아그네스 카베나의 아들로 태어났다. 민족적으로 그는 루바족의 일원이었다. 치세케디는 카발루안다주(서카사이주)에 있는 초등학교를 다녔으며 1961년 레오폴드빌(현재의 킨샤사)에 있는 로바늄 대학교 법학대학원에서 박사 학위를 취득했다.

## 정치 경력
치세케디의 경력은 그의 나라의 정치 역사와 얽혀 있었으며 콩고는 1960년 벨기에로부터 독립을 쟁취하였다.

## 사망
2017년 1월 24일 치세케디는 치료를 위해 벨기에로 떠났다. 그는 일주일 뒤인 2월 1일 브뤼셀에서 사망했다.